# Walter broni Sarajewa

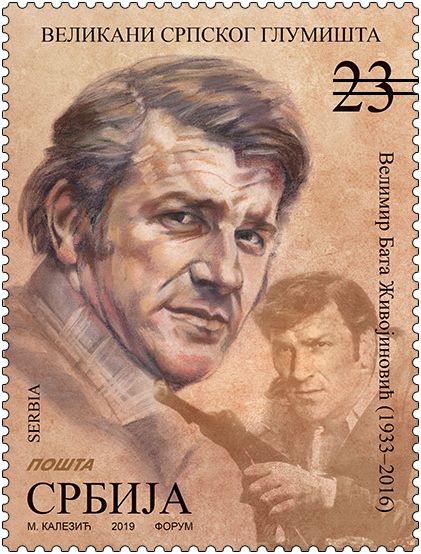
Velimir Bata Živojinović – odtwórca głównej roli w filmie

Walter broni Sarajewa (oryg. serb. Valter brani Sarajevo) – jugosłowiański film wojenny z 1972.

## Opis fabuły
Akcja filmu rozgrywa się we wrześniu 1944. Niemiecka Grupa Armii E w obliczu zagrożenia okrążeniem rozpoczyna odwrót z Bałkanów. Kluczem do powodzenia tego przedsięwzięcia jest sukces „Operacji Laufer” – dostarczenie niemieckim jednostkom pancernym, które dotarły do Wiszegradu, paliwa znajdującego się w Sarajewie. Do walki z Niemcami stają miejscowi partyzanci dowodzeni przez tajemniczego Waltera. Ich organizację ma sparaliżować agent niemieckiego wywiadu działający pod pseudonimem Kondor, który podaje się za Waltera. Zostaje jednak zdemaskowany i zabity. Pociąg, którym Niemcy przewożą paliwo, zostaje opanowany przez trzech partyzantów dowodzonych przez Waltera i zniszczony.

## Odbiór i znaczenie
Tytułowy bohater został nazwany na cześć dowódcy partyzanckiego Vladimira Pericia, który zginął podczas wyzwalania Sarajewa w 1945.
Film jako jeden z niewielu zagranicznych obrazów był wyświetlany w Chińskiej Republice Ludowej w czasach rewolucji kulturalnej, gdzie zyskał sporą popularność i, głównie za sprawą chińskiej publiczności, jest jednym z najczęściej oglądanych na świecie filmów wojennych w historii. Na cześć bohaterów filmu nazywano w Chinach dzieci oraz ulice. Popularność filmu jest jednym ze źródeł wzrostu liczby chińskich turystów w Bośni i Hercegowinie oraz pozostałych państwach Bałkanów Zachodnich.

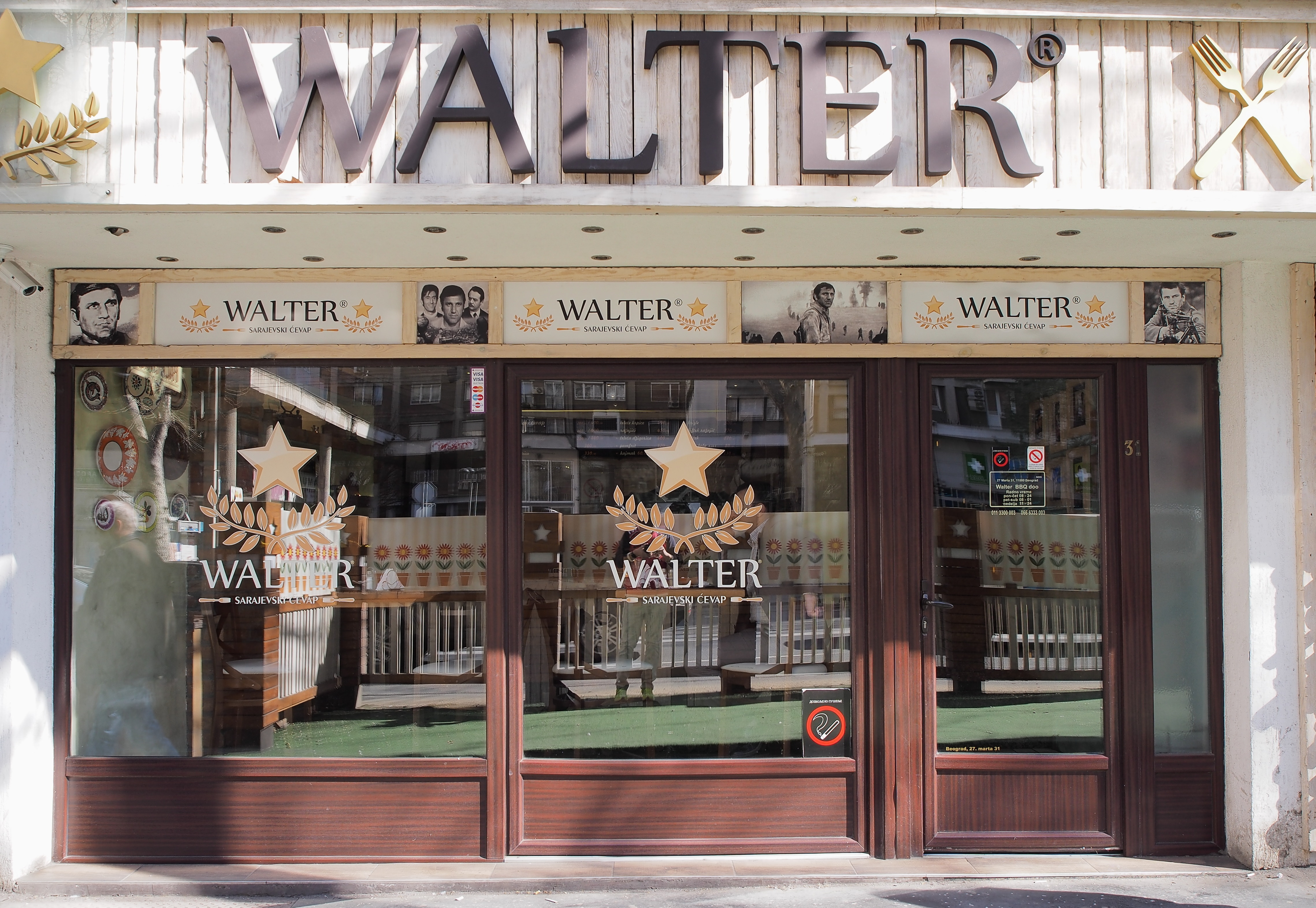
Restauracja Walter w Belgradzie

Do filmu nawiązuje tytuł debiutanckiego albumu zespołu Zabranjeno Pušenje – Das ist Walter z 1984.
W 2012 powstał film dokumentalny Andreja Aćina „Valter” poświęcony popularności obrazu „Walter broni Sarajewa”.
W 2019 w Sarajewie otwarto poświęcone filmowi muzeum.
Film był debiutem aktorskim Emira Kusturicy, który zagrał tam epizodyczną rolę.

## Obsada
- Velimir Bata Živojinović jako Walter
- Stevo Žigon jako Sreten Misković
- Faruk Begolli jako Branko
- Dragomir 'Gidra' Bojanić jako Kondor (fałszywy Walter)
- Ljubiša Samardžić jako Zis
- Rade Marković jako Sead Kapetanović
- Boro Begović jako Boro
- Igor Galo jako Malisa
- Hannjo Hasse jako płk von Dietrich
- Jovan Janićijević jako Josić
- Vojislav Mirić jako Ivan
- Neda Spasojević jako Mirna